# Бетроне, Пьерина
Пьерина Мария Бетроне (итал. Pierina Maria Betrone), в монашестве Мария Консолата (итал. Maria Consolata, 6 апреля 1903, Салуццо, провинция Кунео, Королевство Италия — 18 июля 1946, Монкальери, метропольная зона Турина, Республика Италия) — слуга Божия Римско-католической церкви, монахиня-капуцинка (O.S.Cl.Cap.), мистик.

## Биография

### Детство и призвание
Пьерина Бетроне родилась в Салуццо 6 апреля 1903 года в семье пекаря Пьетро Бетроне и домохозяйки Джузеппины, урождённой Нирино. Для её отца это был второй брак, в котором у него родились шестеро детей. От первого брака с Джованной, урождённой Виано он имел восемнадцать детей. Овдовев, отец снова женился. В этом браке Пьерина была вторым ребёнком. 8 апреля 1903 года её крестили с именами Пьерины Марии.
В 1904 году семья переехала в Турин. В 1909 году они снова переехали, теперь в Айраску, где отец открыл пекарню и небольшой ресторан. Здесь, в возрасте тринадцати лет, Пьерина впервые ощутила призвание к созерцательной жизни. Она вступила в «Общество дочерей Марии», действовавшее при приходе, приняла Первое Причастие и Конфирмацию.
8 декабря 1916 года, во время праздника Непорочного зачатия Пресвятой Девы Марии, Пьерина посвятила себя Богоматери. В этот день на Евхаристии она ответила согласием на призвание, с которым к ней обратился Иисус Христос.
26 февраля 1917 года семья вернулась в Турин, где отец открыл магазин хлебобулочных изделий. Окончив начальную школу, Пьерина перешла на заочное обучение, чтобы помогать родителям в лавке. За время обучения она овладела латинским и французским языками, в ней проявились художественный и литературный таланты.
Пьерина была прихожанкой церкви святого Максима в Турине, которая находилась рядом с её домом на улице вия-Массимо. По благословению духовника, она ежедневно участвовала в Евхаристии, помогала детям проходить катехизацию. Особое впечатление на неё произвела книга «История одной души» — автобиография монахини-кармелитки Терезы Младенца Иисуса, прочитанная ею в 1924 году. В возрасте двадцати одного года Пьерина стала искать монашеский институт, в котором смогла бы осуществить своё призвание. 
Семья не хотела отпускать её в монастырь, но, видя настойчивость дочери, родители уступили. 26 января 1925 года она вступила в Конгрегацию дочерей Марии Помощницы христиан, 5 августа приняла монашеское облачение и стала новицией в доме конгрегации во фракции Пессьоне, но уже 28 декабря приняла решение оставить институт. 17 августа 1926 года Пьерина вернулась домой.
В 1927 году она вступила в Малый дом Божественного Проведения в Турине, основанный Джузеппе Бенедетто Коттоленго. Сначала Пьерина вошла в общину сестёр святой Таисии, созерцательную ветвь института, но из-за слабого здоровья, 19 августа 1928 года, перешла в общину сестёр святой Марфы, апостольскую ветвь того же института. Однако, уже 26 августа ей пришлось оставить Малый дом Божественного Проведения и снова вернуться домой. По совету духовника Пьерина решила поступить в Орден капуцинок святой Клары.

### Монашество
17 апреля 1929 года Пьерина вступила в монастырь капуцинок в квартале Борго-По, в Турине. Она сомневалась в правильности своего решения, пока 8 мая того же года Божия Матерь Помпейская и святая Тереза Младенца Иисуса не избавили её от сомнений.
Завершив постулантуру, 28 февраля 1930 года Пьерина приняла монашеское облачение и взяла новое имя Марии Консолаты, в честь Богоматери Утешительницы, или Мадонны Консолаты (итал. Madonna Consolata), покровительницы Турина. 6 апреля 1931 года она принесла временные монашеские обеты. 
8 апреля 1934 года, во второе воскресенье после Пасхи, Мария Консолата принесла вечные обеты. Перед этим, 29 марта того же года, в Великий четверг она ответила согласием Богу на призвание к самопожертвованию. 31 марта, в Великую субботу, Мария Консолата подтвердила своё согласие стать жертвой ради утешения Святейшего Сердца Иисуса Христа и душ всех, кто отказывался принимать любовь Бога.
Во время монашества она пребывала в постоянном общении с Иисусом Христом. В июне 1935 года Мария Консолата была призвана Богом к делу непрестанной любви. В июле 1935 года она основала «Общество наименьших», воплотившее в жизнь это призвание. Наименьший путь любви требовал от участника с радостью видеть и принимать Иисуса Христа во всём и за всё благодарить Его. 
В монастыре в Борго-По с 1929 по 1939 год она несла послушания кухарки, сторожа и пекаря. Со времени её поступления в этот монастырь численность монахинь в нём значительно выросла. В мае 1938 года был основан ещё один монастырь капуцинок во фракции Мориондо в Монкальери, в который Марию Консолату перевели 22 июля 1939 года. Здесь с 1939 по 1945 год она служила кухаркой, сторожем, пекарем, секретарём и медицинской сестрой.

### Смерть и почитание
После вступления Королевства Италия в июне 1940 года в войну на стороне нацистской Германии, Мария Консолата стала строго поститься. Она молилась и добровольно голодала, отдавая свой хлеб слабым и больным сёстрам. Строгий пост был завершён ею только в ноябре 1945 года, незадолго до смерти.
В декабре 1942 года, после бомбардировок Турина американской и британской военной авиацией, в монастыре в Мориондо появились беженцы, монахини-капуцинки из монастырей в Борго-По и Сан-Вито. Несмотря на проблемы со здоровьем, Мария Консолата приняла на себя ещё большие обязательства по оказанию помощи всем в ней нуждающимся.
В феврале 1944 года, выполняя послушание настоятельницы, она прошла медицинское обследование, в ходе которого у неё обнаружились серьёзные проблемы со здоровьем. Врачи диагностировали вирусную пневмонию. Лечение не помогало. В сентябре 1945 года Мария Консолата слегла с высокой температурой. В ноябре, после рентгеновского снимка, врачи обнаружили многочисленные спайки в лёгких. Её направили в санаторий святого Людовика в Турине.
В июле 1946 года Мария Консолата вернулась в Мориондо. Сразу после возвращения у неё начался кризис. Она умерла на рассвете 18 июля 1946 года. Её похоронили 20 июля на кладбище в Монкальери. После неё остался «Дневник», который она вела из послушания духовнику. В нём зафиксированы все события её монашеской жизни.
17 апреля 1958 года останки Марии Консолаты были перенесены с кладбища в Монкальери в монастырь в Мориондо. 8 февраля 1995 года в архиепархии Турина был открыт информационный процесс по причислению её к лику блаженных. 10 марта 1995 года Святой Престол вынес по её кандидатуре решение «nihil obstat», то есть «возражения отсутствуют». Марии Консолате был присвоен титул слуги Божией. 23 апреля 1999 года информационный процесс был закрыт; все собранные материалы архиепархией Турина были переданы в Конгрегацию по канонизации святых в Ватикане. Известно о многочисленных чудесах, дарованных Богом по заступничеству Марии Консолаты, запись о которых ведется в монастыре в Мориондо с начала 1950-х годов по настоящее время.